# دیونیز جوریشین
دیونیز جوریشین (اسلواکی: Dionýz Ďurišin; ۱۶ اکتبر ۱۹۲۹ – ۲۶ ژانویهٔ ۱۹۹۷)) نظریه‌پرداز ادبی و تطبیقی برجسته اوکراینی‌تبار اهل اسلواکی بود. او به دلیل توسعه مفاهیم ادبیات جهان، و به‌طور خاص، نظریه و فرآیندهای بین ادبی، و جوامع بین ادبی مشهور است.